# 高竹离
高竹离（韓語：고죽리），高句丽末期人物。
645年（高句丽宝藏王四年、唐太宗贞观十九年）唐太宗东征高句丽，久攻安市城不下，高句丽莫离支渊盖苏文为了解安市城战况，派高竹离作为探子前往。八月初八，唐军巡卫骑兵抓住了莫离支手下的间谍高竹离，将其反绑双手押送到军营，唐太宗亲自召见他，为他松绑问道：“你怎么这么瘦呢？”答道：“我偷偷地走小道，已经有几天没吃东西了。”太宗命人赐给他食物，对他说：“你身为间谍，应当迅速回去复命。你替我告诉莫离支：想要知道我方军中情形，可以派人直接到我们的营地，何必偷偷摸摸地这么辛苦呢？”高竹离光着脚，太宗赐给他草鞋，将他放回。

## 影视形象
- 1992～1993年KBS《三国记》金镇泰饰演
- 2006～2007年SBS《渊盖苏文》赵相九饰演